# Жени Лебл
Јованка Жени Лебл (Алексинац, 20. јун 1927 — 21. октобар 2009, Тел Авив) била је српска списатељица, новинар и историчар јеврејског рода.

## Биографија
Жени Лебл је рођена 20. јуна 1927. године, у Алексинцу. Отац јој се звао Леон, и био је рударски инжењер, а мајка се звала Ана, рођ. Робичек. У Београд су се преселили 1933. године, где је завршила основну школу и уписала Прву реалну гимназију.
Живела је у Београду, а за време одвођења Јевреја у логору Сајмиште побегла је у Ниш.
У току окупације успела је да избегне хапшење и ликвидацију као Јеврејка. Живела је у Нишу, код Јелене Главашки, своје некадашње васпитачице из вртића, где је радила као сарадник НОП-a под лажним именом Јованка Лазић. Радила је у илегалној штампарији. Цела група је проваљена од стране Бугара који су их касније предали Гестапоу, а пошто су углавном били млади људи, завршили су у логору у Немачкој. Пошто је поново ухапшена, из берлинског Гестапоа ослобођена је тек 28. априла 1945. године.
По повратку у Београд, завршила је гимназију, студирала право и Новинарско-дипломатску високу школу (једна од претеча Факултета политичких наука). У истом периоду, била је активан сарадник листа Политика. Због вица који је испричала колегама у редакцији Политике, оптужена је за „клевету против народа и државе”. Осуђена је августа 1949. године и кажњена принудним радом у трајању од годину дана. Помилована је после више од две године проведене у Главњачи, Забели, Рамском риту, Светом Гргуру и на Голом отоку. Због пресуде избачена је из редакције Политике, избрисана из чланства Савеза бораца Југославије и Удружења новинара НР Србије. Ослобођена је августа 1951. године.
После пуштања на слободу, вратила се у Београд где није могла да нађе посао. Због тога је отишла за Израел, септембра 1954. године, где је живела до краја живота. У Хаифи је завршила вишу школу за рендген техничаре. Четири године је радила у болници, после чега је отишла на специјализацију у Шведску. Од 1964. године била је управник школе за рендген техничаре у склопу Медицинског центра у Тел Авиву. До одласка у пензију у истој школи предавала је радиографију.
Посветила се изучавању историје Јевреја на територији Југославије, пре свега Србије и Македоније, у оквиру Историјског одбора ХОЈ (Удружење Јевреја пореклом из Југославије).
Осим великог броја различитих чланака везаних за живот Јевреја на територији Југославије, написала је неколико одредница у енциклопедији Јад Вашем и Лексикону јеврејских заједница Југославије. На основу њених искустава са Голог отока, изнетих у разговору са Данилом Кишом, снимљена је серија Голи живот (1990). Писала је на српском и хебрејском језику и бавила се превођењем дела израелских писаца.
Године 1990. је написала књигу Јевреји у Пироту. Написала је два чланка у листу Политика исте године: Држите се заједно, ваша снага је у јединству и Акција за историју - споменик јеврејским жртвама.
На подстицај Данила Киша написала и објавила је књигу о судбини на Голом отоку у књизи „Љубичица бела“ (алузија на, тада често певану, песму „Друже Тито, љубичице бела…"). Књига је постала бестселер у Израелу. Живот у нацистичким логорима је описала у књизи „Одједном друкчија, одједном друга“.
Такође је писала о Јеврејима на простору бивше Југославије, о чиме сведочи зборник „Да се не заборави“.
На крају живота на српском, хебрејском и енглеском језику обелоданила је везе јерусалимског муфтије Мухамеда Амина ел Хусеинија са нацистичком Немачком и његово деловање у Босни за време Другог светског рата, чије се последице осећају до данашњег дана на Блиском истоку и Балкану.
На анонимним конкурсима у организацији Савеза јеврејских општина Југославије (Србије) учествовала је од 1983. до 2006. године, где је била добитник највећег броја награда. Аутор је 24 награђена рада, која су посвећена изучавању историје Јевреја у Србији, али и шире. У знак пијетета према њој, Извршни одбор Савеза је 24. јануара 2010. године донео одлуку да се прва награда која се додељује на конкурсу, именује по њој - Прва награда „Жени Лебл”.

### Објављене књиге
Објавила је 22 књиге:
- Плима и слом: из историје Јевреја Вардарске Македоније, 1990
- Љубичице бела: виц дуг две и по године, 1990
- Јевреји у Пироту, 1990
- Дневник једне Јудите: Београд 1941, 1990
- Јеврејске књиге штампане у Београду 1837 – 1905, 1990
- Јерусалемски Муфтија, 1993
- Јевреји из Југославије – ратни војни заробљеници у Немачкој, 1995
- Хаџ-Амин и Берлин (енгл. Haj-Amin and Berlin), 1996
- До коначног решења – Јевреји у Београду 1521-1942, 2001
- До коначног решења – Јевреји у Србији, 2002
- Хаџ-Амин и Берлин, 2003
- До коначног решења: Јевреји у Београду 1521-1942 (енгл. Until „The final solution”: the Jews in Belgrade 1521 – 1942), 2007
- Муфтија јерусалимски и Национал-социјализам (енгл. The Mufti of Jerusalem and Nacional-Socialism), 2007
- Плима и слом: из историје Јевреја Вардарске Македоније (енгл. Tide and Wreck: History of the Jews of Vardar Macedonia), 2008
- Да се не заборави, 2008
- Одједном другачија, одједном друга, 2008
- Љубичица бела (енгл. The White Violet), 2009

Поред ових књига на српском и енглеском језику, објавила је и пет књига на хебрејском језику.